# Фету Мауасса
Фету Мауасса (фр. Faitout Maouassa, нар. 6 липня 1998, Вільпент) — французький футболіст конголезького походження, захисник клубу «Брюгге». На умовах оренди грає за «Ланс».

## Клубна кар'єра
Народився 6 липня 1998 року в місті Вільпент. Почав займатися футболом у сім років, грав за команди Аржантея. У 15 років перейшов в академію «Нансі», з якої випустився у 2015 році, після чого став виступати за другу команду.
3 серпня 2015 року дебютував за першу команду у Лізі 2 в поєдинку проти «Тура», вийшовши на заміну на 60-ій хвилині замість Моріса Далі. Всього у своєму дебютному сезоні провів чотири зустрічі, забив один м'яч, а його команда зайняла перше місце і вийшла до вищого дивізіону. Там футболіст став частіше залучатись до матчів команди, зігравши у 14 іграх чемпіонату, втім клуб зайняв передостаннє 19 місце і понизився у класі.
16 червня 2017 року підписав чотирирічний контракт з клубом Ліги 1 «Ренном», у складі якого провів наступний рік своєї кар'єри гравця, зігравши у 19 іграх Ліги 1.
31 серпня 2018 року був відданий в оренду на сезон до складу новачка найвищого французького дивізіону клубу «Нім». У «Німі» він став основним лівим захисником, провівши 30 матчів у всіх змаганнях за сезон.
Після повернення з оренди влітку 2019 отримав місце основного лівого захисника в «Ренні». У вересні Мауасса дебютував у єврокубках, зігравши за бретонський клуб у Лізі Європи.

## Виступи за збірні
2014 року дебютував у складі юнацької збірної Франції, взяв участь у 38 іграх на юнацькому рівні, відзначившись 3 забитими голами. Став чемпіоном Європи серед юнаків до 17 років у 2015 році, зігравши на турнірі у всіх шести зустрічах, а також чемпіоном Європи серед юнаків до 19 років у 2016 році, будучи включеним до символічної збірної турніру. Крім цього брав участь у юнацькому чемпіонаті світу 2015 року, де його команда вилетіла на стадії 1/8 фіналу.
З 2019 року залучався до складу молодіжної збірної Франції. Станом на 31 травня 2021 на молодіжному рівні зіграв у 6 офіційних матчах.

## Титули і досягнення
- Чемпіон Бельгії (1):

«Брюгге»: 2021-22
Збірні
- Чемпіон Європи (U-17): 2015
- Чемпіон Європи (U-19): 2016